# Chiesa dei Santi Maurizio e Rocco
La chiesa dei Santi Stefano e Rocco è la parrocchiale di San Maurizio, frazione-capoluogo del comune sparso di Roasio, in provincia e arcidiocesi di Vercelli; fa parte del vicariato di Gattinara.

## Storia
L’esistenza della parrocchia di San Maurizio è attestata a partire dall'XI secolo; essa è poi menzionata nel 1438 negli atti relativi al sinodo dell'arcidiocesi vercellese.
Nella relazione della visita pastorale del 1573 è contenuta una descrizione di questo luogo di culto; nel 1612, si procedette all'aggiunta delle quattro cappelle laterali intitolate alla Madonna della Cintura, al Suffragio Universale, al Rosario e a san Rocco.
Tuttavia, già alla fine di quel secolo la chiesa si rivelò insufficiente a soddisfare le esigenze dei fedeli, cosicché si decise di ricostruirlo ex novo; il cantiere venne avviato nel 1688 e fu portato a termine nel 1703, mentre in un secondo tempo si procedette, ad opera del pittore Vitaliano Grassi, alla realizzazione degli affreschi adornanti la volta.
La consacrazione venne impartita alcuni decenni dopo, il 10 agosto 1773, dall'arcivescovo di Vercelli Vittorio Maria Baldassare Gaetano Costa d'Arignano.
L'interno dell'edificio fu oggetto di un restauro nel 1960, mentre nel 1963-64 toccò all'interno e nel 1978 anche alla torre campanaria.

## Descrizione

### Esterno
La facciata della chiesa, rivolta a sudovest, è suddivisa da una cornice marcapiano in due registri, entrambi scanditi da lesene; quello inferiore, affiancato da due ali minori leggermente arretrate, presenta centralmente il portale d'ingresso, sormontato dal frontoncino semicircolare, mentre quello superiore è caratterizzato da una finestra e da due nicchie con statue e coronato dal timpano curvilineo.

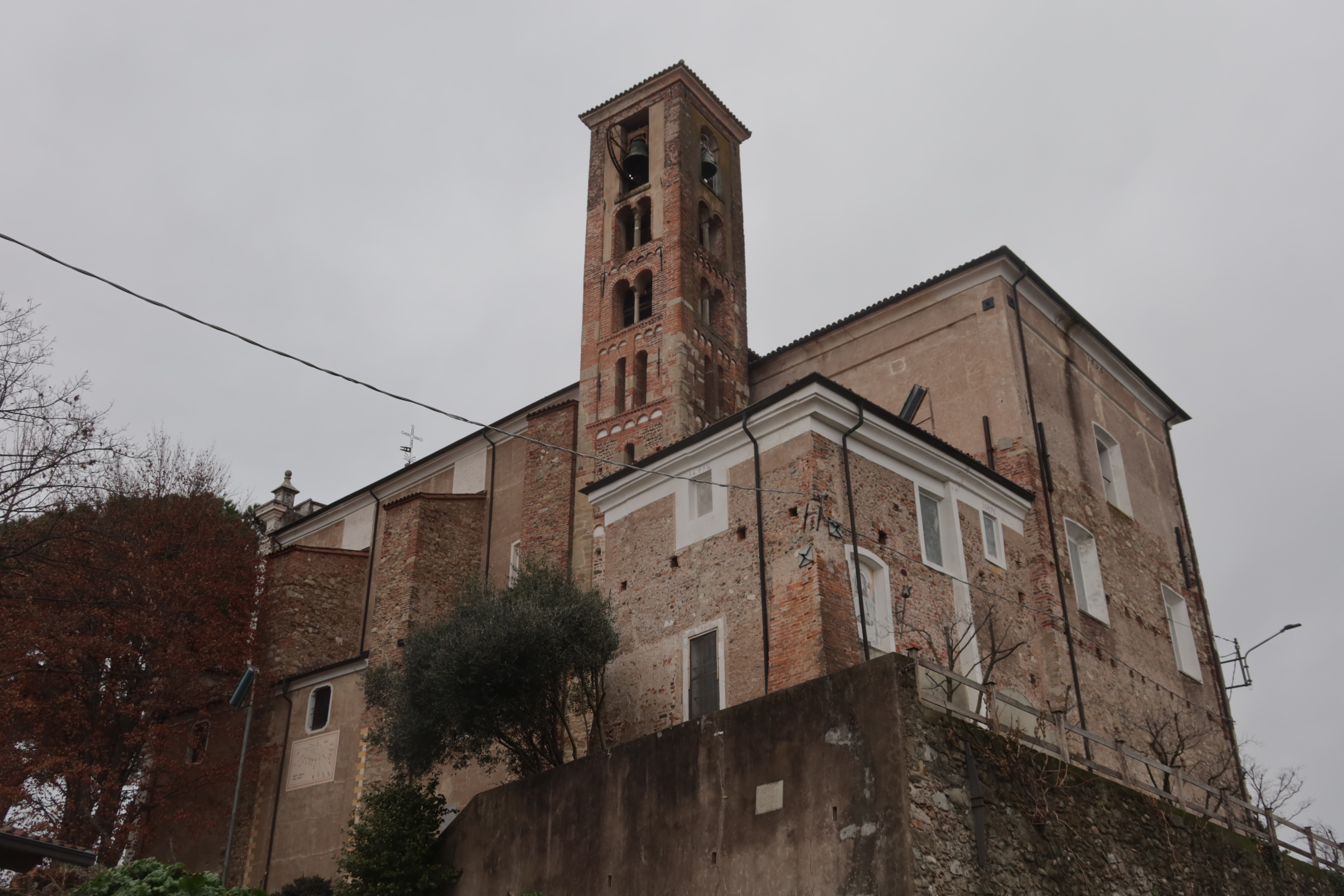
Il campanile e il retro della chiesa

Annesso alla parrocchiale è il campanile a base quadrata, eretto nel XIII secolo e suddiviso in più registri abbelliti da bifore; la cella presenta su ogni lato una monofora ed è coperta dal tetto a quattro falde.

### Interno
L'interno dell'edificio si compone di un'unica navata, sulla quale si affacciano le cappelle laterali, introdotte da archi a tutto sesto, e le cui pareti sono scandite da lesene sorreggenti la trabeazione modanata e aggettante sopra la quale si imposta la volte di copertura; al termine dell'aula si sviluppa il presbiterio, rialzato di alcuni gradini, ospitante l'altare maggiore e chiuso dalla parete di fondo piatta.